# Alma Deutscherová
Alma Elizabeth Deutscherová (* 19. února 2005 Basingstoke) je anglická hudební skladatelka, dirigentka a klavíristka.
Ve dvou letech již uměla hrát na klavír, brzy také vynikala ve hře na housle a ve zpěvu. Byla označována za zázračné dítě a srovnávána s Mozartem. Naučila se číst a psát noty dříve než písmena a v pěti letech složila svoji první sonátu. V osmi letech vydala desku The Music of Alma Deutscher a jako desetiletá napsala první operu na motivy Perraultovy Popelky. Opera měla premiéru 29. prosince 2016 ve vídeňském Casino Baumgarten, kde ji dirigoval Vinicius Kattah a produkoval Zubin Mehta. Deutscherová odmítá moderní hudbu, ve své tvorbě vychází z romantismu a opírá se o schopnost složit silné melodie.
Vystupovala s Izraelskou filharmonií, Royal Philharmonic Orchestra a Mozarteum Orchestra Salzburg, spolupracovala také s Jane Gloverovou. Zahajovala festival Carinthischer Sommer a 12. prosince 2019 vyprodala Carnegie Hall s koncertem sestaveným z jejích vlastních kompozic. Její hudební talent propagoval Stephen Fry, který je přítelem jejího otce. Vystupovala v televizním pořadu Arie Vardiho a v The Ellen DeGeneres Show. Alan Yentob o ní natočil dokument pro televizi BBC.
Její otec Guy Deutscher působí na Oxfordské univerzitě jako lingvista a matka Janie Deutscherová je literární vědkyně. Alma hovoří anglicky, hebrejsky a německy. Absolvovala domácí vzdělávání, komponovat ji učil Robert Gjerdingen. Od roku 2018 žije ve Vídni, kde studuje na Universität für Musik und darstellende Kunst Wien. V roce 2021 se stala nejmladší držitelkou Mezinárodní ceny Leonarda Vinciho v historii. V březnu roku 2023 měla v Salcburku premiéru její nová opera Des Kaisers neuer Walzer.